# Platycleis kraussi
Platycleis kraussi är en insektsart som beskrevs av Padewieth 1900. Platycleis kraussi ingår i släktet Platycleis och familjen vårtbitare. Inga underarter finns listade i Catalogue of Life.